# Hopea aptera
Hopea aptera är en tvåhjärtbladig växtart som beskrevs av Peter Shaw Ashton. Hopea aptera ingår i släktet Hopea och familjen Dipterocarpaceae. Inga underarter finns listade i Catalogue of Life.